# 科莱托尔托
科莱托尔托（義大利語：Colletorto），是意大利坎波巴索省的一个市镇。总面积35平方公里，人口2186人，人口密度62.5人/平方公里（2009年）。ISTAT代码为070021。